# Graphium monticolus
Graphium monticolus är en fjärilsart som först beskrevs av Hans Fruhstorfer 1896.  Graphium monticolus ingår i släktet Graphium och familjen riddarfjärilar. Inga underarter finns listade i Catalogue of Life.